# Điều chế số

## ASK
ASK (Amplitude Shift Keying), tiếng Việt gọi là điều chế số theo biên độ tín hiệu. Tín hiệu ASK có dạng sóng dao động có tần số f, mỗi bit đặc trưng bởi biên độ khác nhau của tín hiệu.
Ví dụ: tín hiệu ASK có tần số 100 KHz, biên độ tín hiệu = 0 cho bit 0 và biên độ tín hiệu = 1 cho bit 1.

## FSK
FSK (Frequency Shift Keying), tiếng Việt gọi là điều chế số theo tần số tín hiệu. Tín hiệu FSK có dạng sóng dao động có tần số khác nhau, mỗi bit đặc trưng bởi tần số khác nhau này của tín hiệu. ưu điểm của điều chế này là dễ chế tạo nhưng lại hay mắc lỗi khi truyến
Ví dụ: f = 100KHz cho bit 0 và f' = 200KHz cho bit 1.

## PSK
PSK (Phase Shift Keying) tiếng Việt gọi là điều chế khóa dịch pha, sử dụng đặc tính pha của sóng mang để điều chế tin tức. Tín hiệu PSK có dạng sóng dao động có tần số f, mỗi bit đặc trưng bởi góc pha khác nhau của tín hiệu.
{\displaystyle x_{c}(t)=X_{c}cos(2\pi f_{c}t)}
Ví dụ: pha= 90° cho bit 0 và pha = -90° cho bit 1.
Đầu ra của PSK khi truyền một chuỗi bit nhị phân được thể hiện như sau:
- Bit 1 được dùng để thay thế cho tần số sóng mang trong một khoảng thời gian cụ thể.
- Bit 0 được thay thế bằng tín hiệu sóng mang có độ lệch pha π (rad) cho một khoảng trống

## QPSK
QPSK viết tắt của từ Quadrature Phase Shift Keying, tiếng Việt gọi là điều chế pha cầu phương (điều chế pha vuông góc). Trong kỹ thuật này, dữ liệu cần truyền sẽ được truyền đi từng bộ 2 bit, mỗi bộ 2 bit này được gọi là một ký hiệu (symbol). Mỗi vị trí pha là một symbol.
Bộ chuyển đổi nối tiếp sang song song chia data thành 2 luồng tín hiệu có tốc độ bằng một nửa tốc độ data. Mỗi luồng tín hiệu dùng 2 bit để biểu diễn một symbol. Do sóng mang đến 2 bộ điều chế lệch pha nhau 90° nên hai thành phần I và Q vuông góc với nhau và sau khi qua bộ cộng sẽ tạo nên giản đồ 4 trạng thái pha. Thành phần I: pha 0 và 180 độ Thành phần Q: pha 90 và 270 độ